# Jenny Petersson
Jenny Eva Erika Petersson, född 7 februari 1981 i Pjätteryds församling i Kronobergs län, är en svensk politiker (moderat). Hon var ordinarie riksdagsledamot 2010–2018, invald för Hallands läns valkrets.
I riksdagen var Petersson ledamot i socialutskottet 2015–2018. Hon var även suppleant i arbetsmarknadsutskottet, finansutskottet och miljö- och jordbruksutskottet.
Petersson valdes 2014 som tredjenamn på Moderaternas lista i Halland, en plats som 2018 tillföll Lars Püss.
Jenny har bland annat lyft motioner som frivillig skatt https://www.hallandsposten.se/nyheter/halmstad/jenny-petersson-har-lagt-motion-som-sticker-ut.3f29b768-cdce-4e21-b7a0-e274f920dace